# Drapeau d'Artigas
Pour les articles homonymes, voir Artigas (homonymie).
Le drapeau d'Artigas est l'un des trois drapeaux officiels de l'Uruguay avec le drapeau national et le drapeau Treinta y Tres. La référence à Artigas rappelle José Gervasio Artigas, héros de l'indépendance de l'Uruguay face à l'Espagne en 1815.
De 1815 à 1820, cette bannière représentait l'éphémère Liga Federal (en) qui fut une alliance confédérale de provinces aujourd'hui faisant partie de l'Uruguay, l'Argentine et le Brésil. Inspirée et dirigée par Artigas, jusqu'à son éviction avec l'élaboration du traité de Pilar (en).

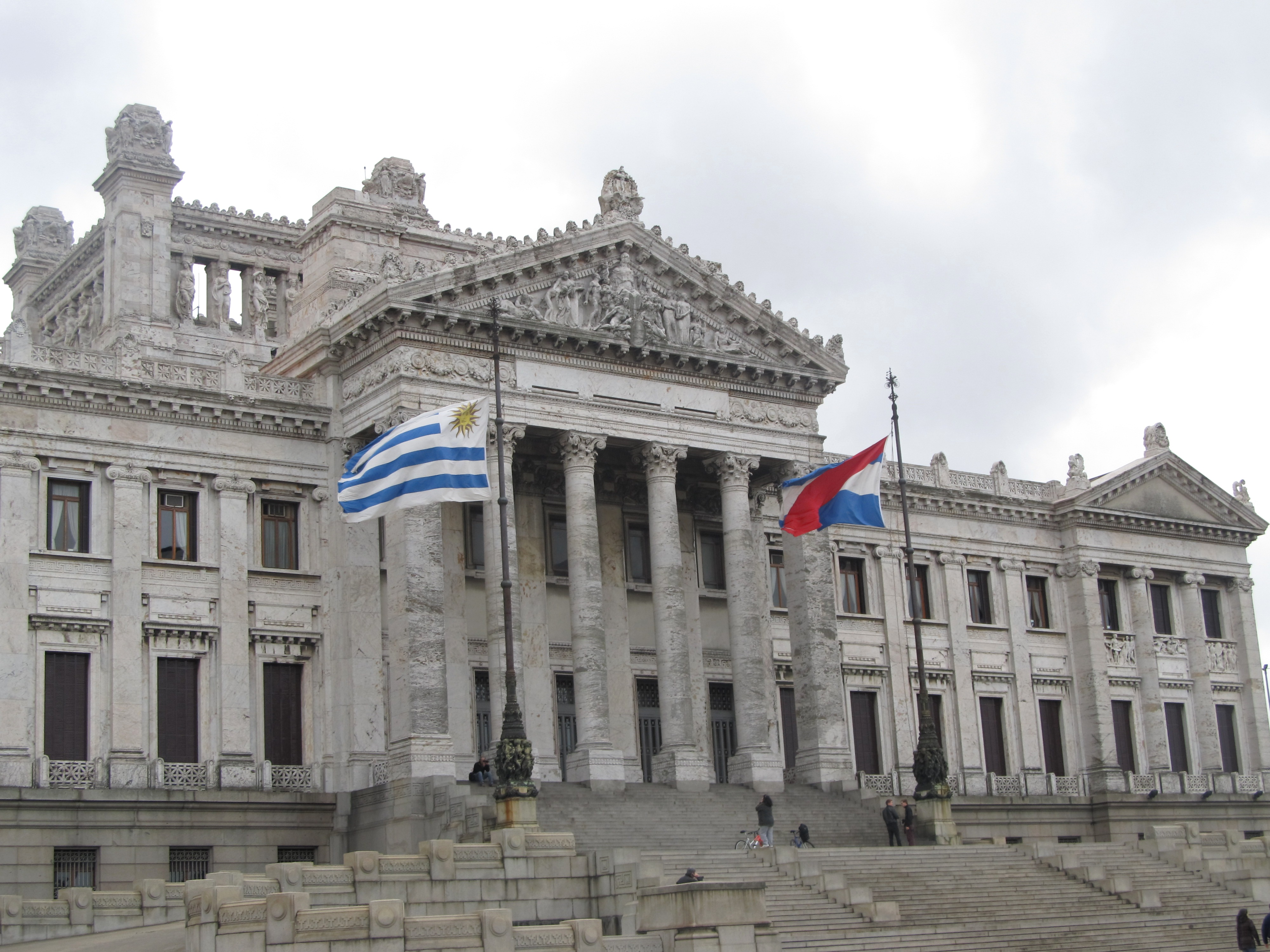
Le drapeau d'Artigas devant le Palais législatif à Montevideo
Rondelle de l'armée de l'air uruguayenne
Cocarde d'Artigas, cocarde militaire uruguayenne
Drapeau de la province argentine d'Entre Ríos, rappelant le drapeau d'Artigas